# Mikroregion Cachoeiro de Itapemirim

Mikroregion Cachoeiro de Itapemirim

Mikroregion Cachoeiro de Itapemirim – mikroregion w brazylijskim stanie Espírito Santo należący do mezoregionu Sul Espírito-Santense. Ma powierzchnię 4.110,9 km²

## Gminy
- Apiacá
- Atílio Vivácqua
- Bom Jesus do Norte
- Cachoeiro de Itapemirim
- Castelo
- Jerônimo Monteiro
- Mimoso do Sul
- Muqui
- São José do Calçado
- Vargem Alta